# Legergroep Birma
Legergroep Birma (Japans: 緬甸方面軍, Biruma hōmengun) was een legergroep van het Japanse Keizerlijke Leger. Deze legergroep werd opgericht op 27 maart 1943 en werd ingezet in Birma.

## Overzicht
- Oprichting : 27 maart 1943
- Operatiegebied : Birma
- Onderdeel van het  Zuidelijke hoofdleger

## Commandanten
- 18 maart 1943 - 30 augustus 1944: luitenant-generaal Masakazu Kawabe
- 30 augustus 1944- einde van de oorlog: luitenant-generaal Heitarō Kimura

## Structuur van de legergroep op het einde van de oorlog
- direct ondergeschikt aan de Legergroep :
  - 31e divisie
    - 58e infanterieregiment
    - 124e infanterieregiment
    - 138e infanterieregiment

  - 33e divisie
    - 213e infanterieregiment
    - 214e infanterieregiment
    - 215e infanterieregiment

  - 49e divisie
    - 106e infanterieregiment
    - 153e regiment
    - 168e infanterieregiment

  - 53e divisie
    - 119e infanterieregiment
    - 128e infanterieregiment
    - 151e regiment
    - 24e Zelfstandig gemengde brigade
    - 72e Zelfstandig gemengde brigade
    - 105e Zelfstandig gemengde brigade
- 28e Leger
  - 54e divisie
    - 54e infanteriegroep
      - 111e infanterieregiment
      - 121e infanterieregiment
      - 154e infanterieregiment
- 33e Leger
  - 18e divisie
    - 55e infanterieregiment
    - 56e infanterieregiment
    - 114e infanterieregiment